# أمايز إنترتيمنت
أمايز إنترتيمنت (بالإنجليزية: Amaze Entertainment)‏ هي شركة أمريكية مطورة لألعاب الفيديو، يقع مقرها في كيركلاند، واشنطن. أسسها كل من دان الينباس وتود جلبرتسن وديفيد مان. ركزت الشركة على صنع ألعاب فيديو مستندة على سلاسل أفلام شهيرة مثل حرب النجوم، سيد الخواتم، هاري بوتر والرجل العنكبوت وغيرها.

## الألعاب
- قائمة ألعاب أمايز إنترتيمنت